# Amadeo Carrizo

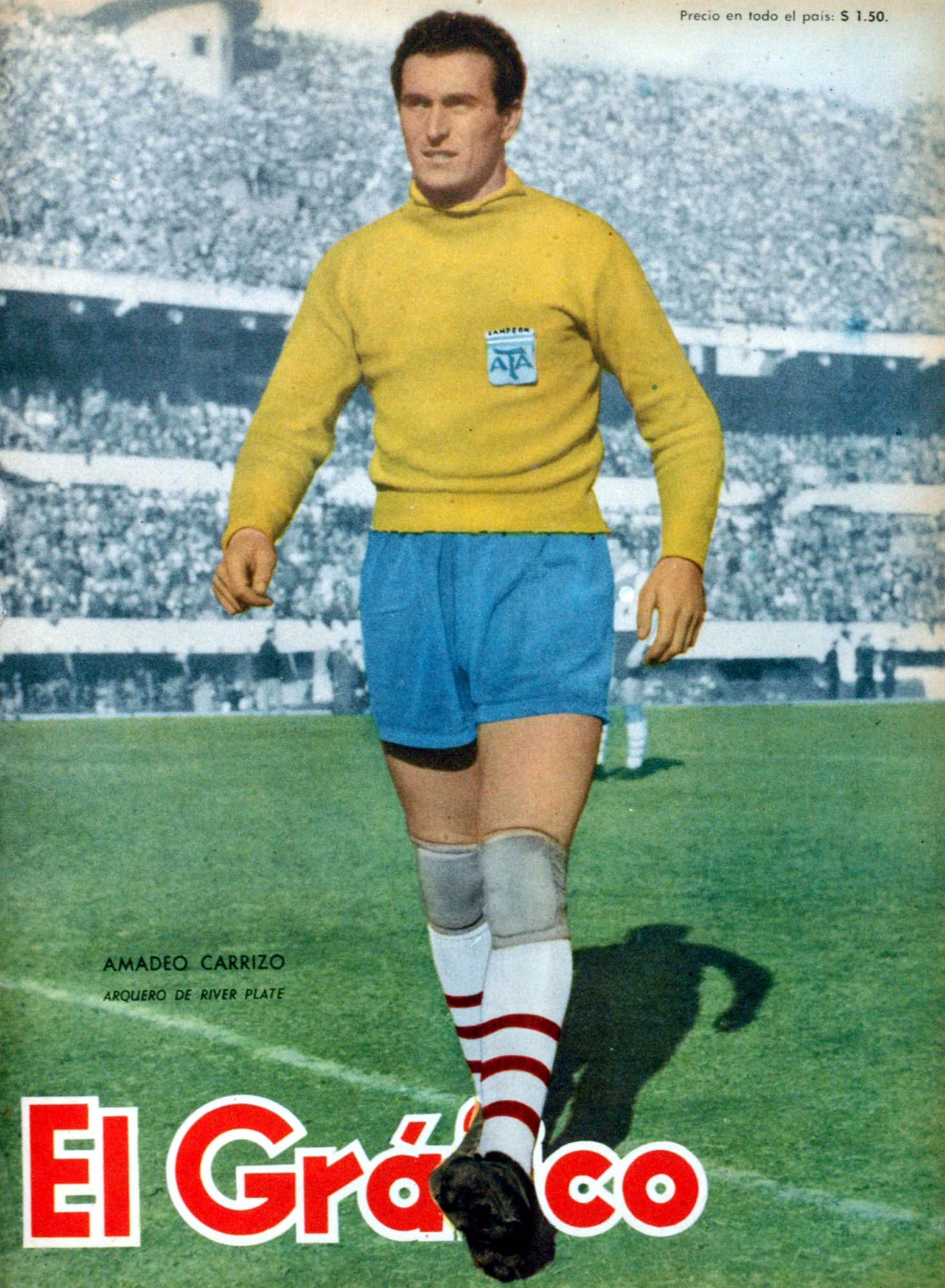
Amadeo con la selección en 1954.

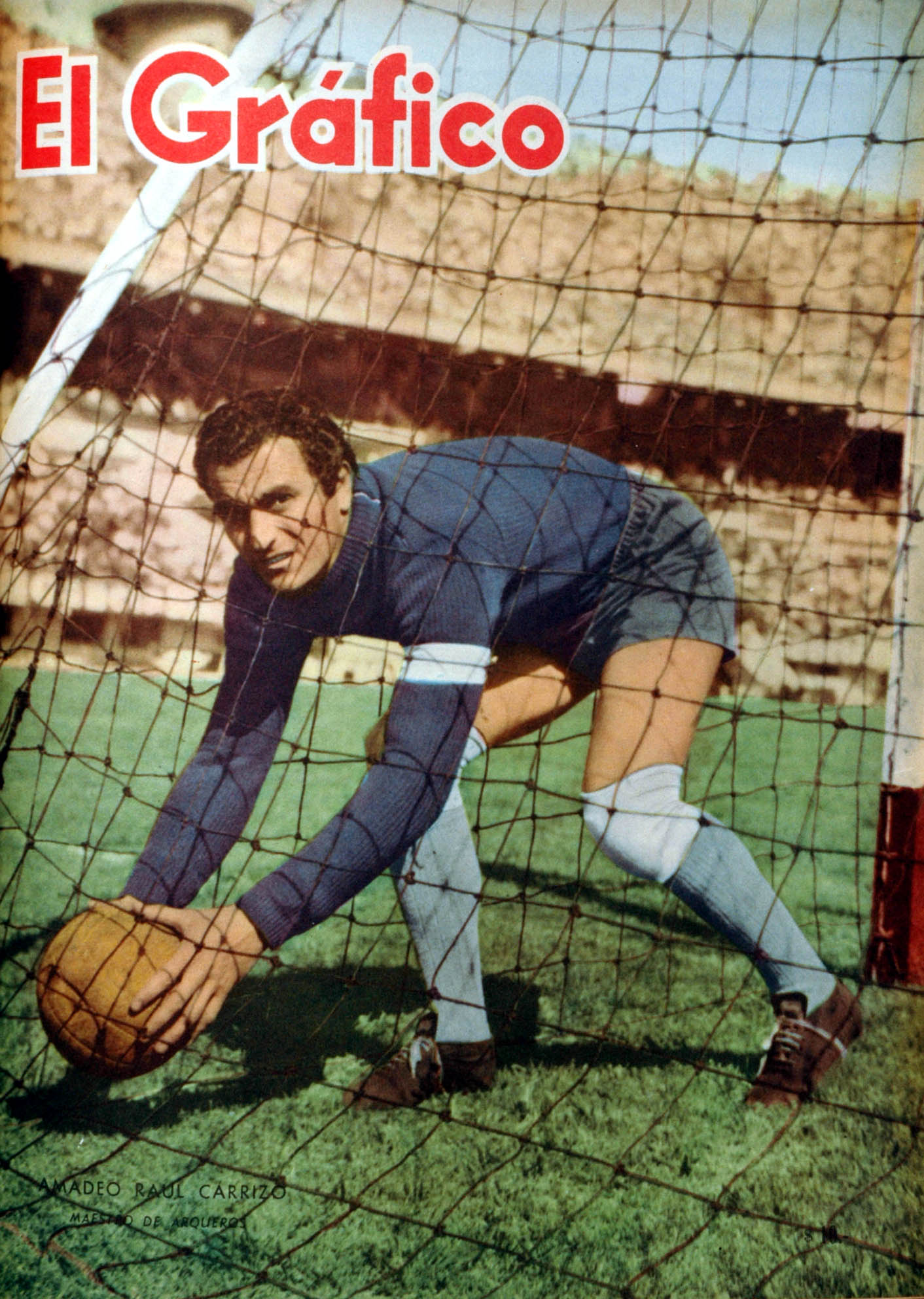
Amadeo en River en 1960.

Amadeo Raúl Carrizo (Rufino, provincia de Santa Fe, 12 de junio de 1926-Buenos Aires, 20 de marzo de 2020) fue un futbolista argentino en las décadas de 1940, 1950 y 1960. Innovador en el puesto de guardameta, jugó para el Club Atlético River Plate, el Millonarios de Bogotá y el Seleccionado argentino. Además reforzó en dos partidos únicos a dos clubes peruanos en el año 1969, al Alianza Lima (ante el Dinamo de Moscú de Lev Yashin) y al Universitario de Deportes (ante el Corinthians de Brasil).
Fue uno de los pioneros en la innovación de técnicas y estrategias en su puesto de guardameta, tales como salir de su área para participar en la defensa o salir jugando; lanzarse a los pies del contrario para arrebatarle el balón en un ataque y utilizar el saque de portería para iniciar un contraataque. Fue elegido por la IFFHS como el mejor portero sudamericano del siglo XX.

## Trayectoria

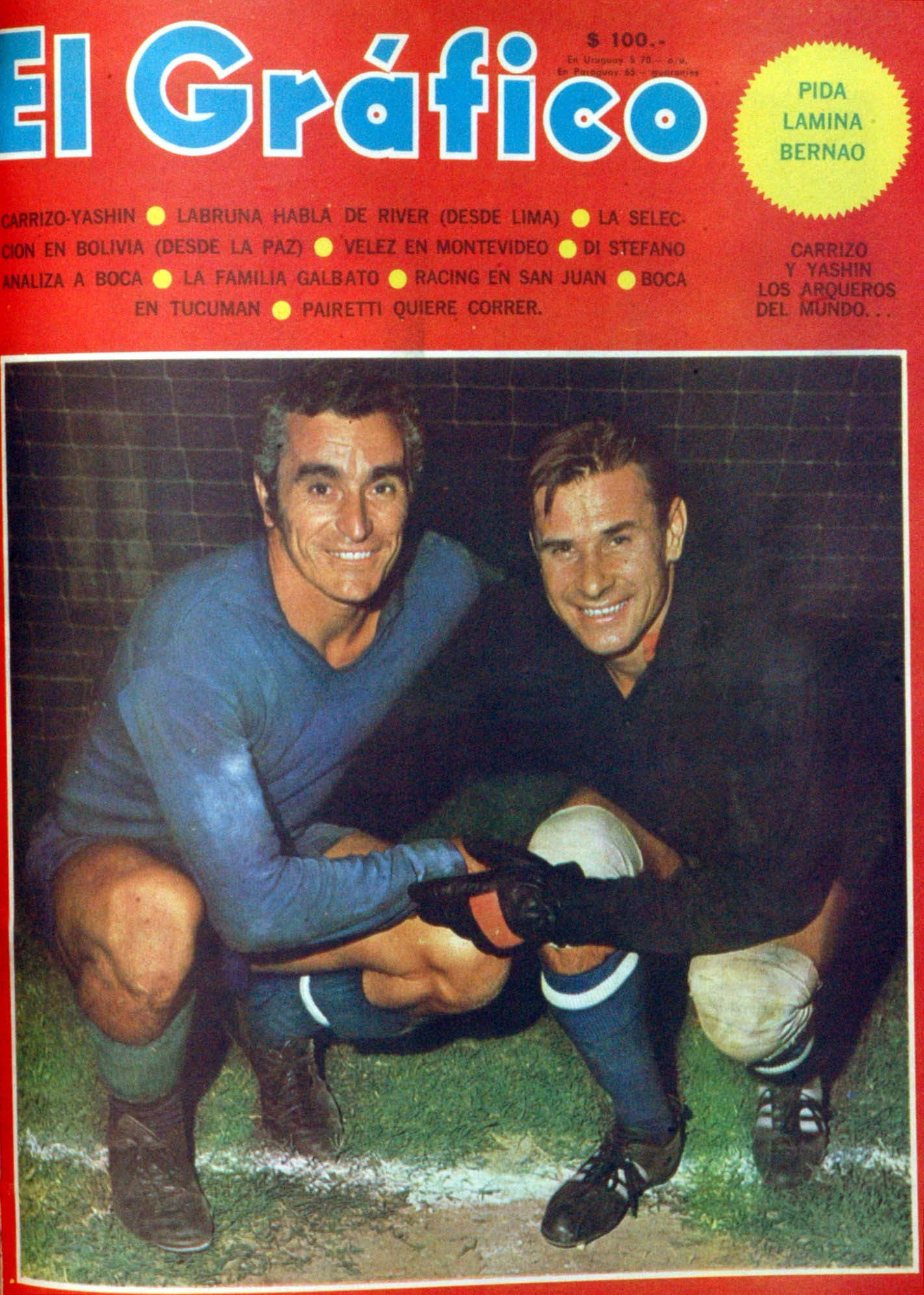
Amadeo Carrizo con el legendario arquero soviético Lev Yashin.

### River Plate
Nació el 12 de junio de 1926 en la localidad de Rufino, provincia de Santa Fe, debutando en 1945 a los dieciocho años de edad.
En total intervino en 595 encuentros (teniendo en cuenta los partidos con Alianza Lima y Universitario): 520 oficiales con River Plate, 24 en la Copa Libertadores de América también con River Plate y 20 con la selección argentina. A los cuarenta y dos años de edad mantuvo su valla invicta 769 minutos. El récord se registró el 14 de julio de 1968.
Su estilo de juego formó escuela entre otros afamados guardametas latinoamericanos. Jugó ininterrumpidamente en River Plate durante veinticuatro años, desde 1945 hasta 1968, siendo el jugador que más años permaneció en el club y más partidos disputó (513 jugados). Jugó el Mundial de Suecia del 58, siendo duramente criticado por su actuación, sobre todo en la dura derrota por 1-6 ante Checoslovaquia, pero tuvo su revancha cuando ganó la Copa de las Naciones, disputada en Brasil en el 64, terminando con la valla invicta, ante equipos de la envergadura de Portugal, Inglaterra y Brasil, el, en ese momento Campeón del Mundo (Chile 62), teniendo Carrizo una destacada actuación en todos los partidos, pero sobre todo ante el dueño de casa, en donde Amadeo fue enorme, al frustrar uno tras otro los intentos del equipo de Pelé, y coronando su tarea con un penal que le contiene con «mano cambiada», dirigido por Gerson al ángulo izquierdo, una noche de aquellas, para Argentina y Carrizo.
Amadeo Carrizo también fue gran protagonista de la final de la Copa Libertadores de 1966 frente al Peñarol, algo que fue una marca negativa para el, ya que detuvo la pelota con el pecho, que desataría la garra de los Aurinegros, que le propinaron 4 goles para remontar el marcador, 2 a 0 al término del primer tiempo.

### Millonarios FC
En los años 1969 y 1970 jugó por Millonarios de Colombia antes de su retiro definitivo. En 1973 dirigió al Once Caldas en ese mismo país.
El arquero soviético Lev Yashin, lo llenó de elogios y en el único partido que se enfrentaron, Yashin le regaló como homenaje sus guantes. Fue compañero entre otros de Alfredo Di Stéfano, otro grande de River Plate y Millonarios.
Recibió el apodo de Tarzán, por sus espectaculares acrobacias en la defensa de la meta. También fue definido en medios europeos como el mejor guardameta del siglo XX en Latinoamérica. La revista especializada El Gráfico, en una nota lo calificó como: «Un Maestro Sin Época».[cita requerida]
Pasó sus últimos años en el barrio de Villa Devoto en la ciudad de Buenos Aires.

## Homenajes
El 16 de diciembre de 2004, Millonarios de Bogotá le brindó un homenaje por los dos años en que jugó en el club, en partido ante River Plate en celebración de la Copa Amadeo Carrizo, juego que terminó empatado 2-2.
Desde el 17 de agosto de 2008, el sector bajo de la Platea General Belgrano del Estadio Monumental lleva su nombre.
En su honor, el Senado argentino instituyó en 2011 el 12 de junio como el «Día del Arquero».
El 27 de diciembre de 2013 fue nombrado presidente honorario del Club Atlético River Plate.
El 13 de abril de 2014 recibió un emotivo homenaje en el Estadio Monumental, minutos antes del partido disputado entre River Plate y Atlético Rafaela. Amadeo Carrizo entró al campo de juego vestido como en su época de arquero, acompañado por jóvenes también ataviados con atuendos similares. Recibió una gran ovación del público presente.
En noviembre de 2019 fue declarado Ciudadano ilustre de la Ciudad Autónoma de Buenos Aires por la Legislatura de la Ciudad Autónoma de Buenos Aires en reconocimiento por ser «considerado una leyenda dentro del mundo futbolístico».

## Fallecimiento
Falleció a los noventa y tres años en la Clínica Zabala de Buenos Aires el 20 de marzo de 2020 por causas naturales. Diez días antes del deceso se había sometido a una intervención de espalda. Debido a la pandemia del coronavirus, no hubo funeral ni despedida de los admiradores, su cuerpo fue enterrado en el cementerio de su natal Rufino.

## Filmografía
Carrizo actuó en el filme Cinco grandes y una chica dirigida en 1950 por Augusto César Vatteone y fue entrevistado para el filme documental estrenado en 2019 River, el más grande siempre que narra la historia del club.

## Clubes

### Como jugador
| Club                                  | País      | Año       |
| ------------------------------------- | --------- | --------- |
| River Plate                           | Argentina | 1945-1968 |
| Alianza Lima (amistosos)              | Perú      | 1969      |
| Universitario de Deportes (amistosos) | Perú      | 1969      |
| Millonarios                           | Colombia  | 1969-1970 |

### Como entrenador
| Club                | País      | Año  |
| ------------------- | --------- | ---- |
| Porvenir Miraflores | Perú      | 1971 |
| Deportivo Armenio   | Argentina | 1972 |
| Once Caldas         | Colombia  | 1973 |

## Estadísticas
Datos actualizados al fin de la carrera deportiva.
| Club | Div           | Temporada     | Liga | Liga | Liga | Copas (1) | Copas (1) | Copas (1) | Internacional (2) | Internacional (2) | Internacional (2) | Total (3) | Total (3) | Total (3) |
| Club | Div           | Temporada     | PJ   | GR   | VI   | PJ        | GR        | VI        | PJ                | GR                | VI                | PJ        | GR        | VI        |
| --- | ------------- | ------------- | ---- | ---- | ---- | --------- | --------- | --------- | ----------------- | ----------------- | ----------------- | --------- | --------- | --------- |
| River Plate Argentina |               |               |      |      |      |           |           |           |                   |                   |                   |           |           |           |
| 1.ª | 1945          | 2             | 2    | 0    | -    | -         | -         | 2         | 3                 | 0                 | 4                 | 5         | 0         |           |
| 1.ª | 1946          | 1             | 2    | 0    | -    | -         | -         | -         | -                 | -                 | 1                 | 2         | 0         |           |
| 1.ª | 1947          | -             | -    | -    | -    | -         | -         | -         | -                 | -                 | 0                 | 0         | 0         |           |
| 1.ª | 1948          | 17            | 25   | 4    | -    | -         | -         | 1         | 0                 | 1                 | 18                | 25        | 5         |           |
| 1.ª | 1949          | 32            | 36   | 14   | 2    | 3         | 1         | -         | -                 | -                 | 34                | 39        | 15        |           |
| 1.ª | 1950          | 34            | 57   | 8    | -    | -         | -         | -         | -                 | -                 | 34                | 57        | 8         |           |
| 1.ª | 1951          | 30            | 33   | 9    | -    | -         | -         | -         | -                 | -                 | 30                | 33        | 9         |           |
| 1.ª | 1952          | 22            | 38   | 3    | -    | -         | -         | -         | -                 | -                 | 22                | 38        | 3         |           |
| 1.ª | 1953          | 29            | 35   | 7    | -    | -         | -         | -         | -                 | -                 | 29                | 35        | 7         |           |
| 1.ª | 1954          | 29            | 36   | 9    | -    | -         | -         | -         | -                 | -                 | 29                | 36        | 9         |           |
| 1.ª | 1955          | 30            | 35   | 9    | -    | -         | -         | -         | -                 | -                 | 30                | 35        | 9         |           |
| 1.ª | 1956          | 29            | 31   | 8    | -    | -         | -         | -         | -                 | -                 | 29                | 31        | 8         |           |
| 1.ª | 1957          | 30            | 34   | 12   | -    | -         | -         | 1         | 1                 | 0                 | 31                | 35        | 12        |           |
| 1.ª | 1958          | 20            | 28   | 6    | 1    | 1         | 0         | -         | -                 | -                 | 21                | 29        | 6         |           |
| 1.ª | 1959          | 15            | 28   | 1    | -    | -         | -         | -         | -                 | -                 | 15                | 28        | 1         |           |
| 1.ª | 1960          | 30            | 28   | 11   | -    | -         | -         | -         | -                 | -                 | 30                | 28        | 11        |           |
| 1.ª | 1961          | 29            | 28   | 11   | -    | -         | -         | -         | -                 | -                 | 28                | 28        | 11        |           |
| 1.ª | 1962          | 21            | 18   | 6    | -    | -         | -         | -         | -                 | -                 | 21                | 18        | 6         |           |
| 1.ª | 1963          | 25            | 20   | 11   | -    | -         | -         | -         | -                 | -                 | 25                | 20        | 11        |           |
| 1.ª | 1964          | 26            | 29   | 8    | -    | -         | -         | -         | -                 | -                 | 26                | 29        | 8         |           |
| 1.ª | 1965          | 19            | 11   | 13   | -    | -         | -         | -         | -                 | -                 | 19                | 11        | 13        |           |
| 1.ª | 1966          | 29            | 19   | 13   | -    | -         | -         | 15        | 20                | 3                 | 44                | 39        | 16        |           |
| 1.ª | M-1967        | 10            | 13   | 1    | -    | -         | -         | 9         | 4                 | 7                 | 19                | 17        | 8         |           |
| 1.ª | N-1967        | -             | -    | -    | -    | -         | -         | -         | -                 | -                 | 0                 | 0         | 0         |           |
| 1.ª | M-1968        | 12            | 8    | 8    | -    | -         | -         | -         | -                 | -                 | 12                | 8         | 8         |           |
| Total club | Total club    | 521           | 586  | 172  | 3    | 4         | 1         | 28        | 28                | 11                | 552               | 618       | 184       |           |
| Millonarios · Colombia |               |               |      |      |      |           |           |           |                   |                   |                   |           |           |           |
| 1.ª |               |               |      |      |      |           |           |           |                   |                   |                   |           |           |           |
| 1969 | ?             | ?             | ?    | 0    | 0    | 0         | 0         | 0         | 0                 | ?                 | ?                 | ?         |           |           |
| 1970 | ?             | ?             | ?    | 0    | 0    | 0         | 0         | 0         | 0                 | ?                 | ?                 | ?         |           |           |
| Total club | Total club    | 60            | ?    | ?    | 0    | 0         | 0         | 0         | 0                 | 0                 | 60                | ?         | ?         |           |
| Total carrera | Total carrera | Total carrera | 581  | ?    | ?    | ?         | ?         | ?         | ?                 | ?                 | ?                 | 612       | ?         | ?         |
| (1) Incluye datos de la Copa Adrián C. Escobar (1949); Copa Suecia (1958). (2) Incluye datos de la Copa Aldao (1945); Campeonato Sudamericano de Campeones (1948); Copa Libertadores (1966, 1967). (2) No incluye goles en partidos amistosos. |               |               |      |      |      |           |           |           |                   |                   |                   |           |           |           |

### Selección nacional
| Selección          | Año   | Amistosos | Amistosos | Eliminatorias | Eliminatorias | Mundial | Mundial | Total | Total |
| Selección          | Año   | PJ        | GR        | PJ            | GR            | PJ      | GR      | PJ    | GR    |
| ------------------ | ----- | --------- | --------- | ------------- | ------------- | ------- | ------- | ----- | ----- |
| Absoluta Argentina | 1954  | 2         | 3         | -             | -             | -       | -       | 2     | 3     |
| Absoluta Argentina | 1957  | 8         | 3         | 0             | 0             | -       | -       | 8     | 3     |
| Absoluta Argentina | 1958  | 4         | 2         | -             | -             | 3       | 10      | 7     | 12    |
| Absoluta Argentina | 1963  | 2         | 2         | -             | -             | -       | -       | 2     | 2     |
| Absoluta Argentina | 1964  | 3         | 0         | -             | -             | -       | -       | 3     | 0     |
| Total              | Total | 19        | 10        | 0             | 0             | 3       | 10      | 22    | 20    |

#### Participaciones en fases finales
| Competición                    | Sede   | Resultado    | PJ | GR |
| ------------------------------ | ------ | ------------ | -- | -- |
| Copa Mundial de Fútbol de 1958 | Suecia | Primera fase | 3  | 10 |
| Copa de las Naciones de 1964   | Brasil | Campeón      | 3  | 0  |
| Total                          | Total  | Total        | 6  | 10 |

### Resumen estadístico
|                        | PJ  | G   |
| ---------------------- | --- | --- |
| Liga                   | 582 | 0   |
| Copas nacionales       | 3   | 0   |
| Copas internacionales  | 100 | 0   |
| Selección de Argentina | 22  | 0   |
| Total                  | 634 | 628 |

## Palmarés

### Como jugador

#### Campeonatos nacionales
| Título               | Club              | País      | Año  |
| -------------------- | ----------------- | --------- | ---- |
| Primera División (7) | C. A. River Plate | Argentina | 1945 |
| Primera División (7) | C. A. River Plate | Argentina | 1947 |
| Primera División (7) | C. A. River Plate | Argentina | 1952 |
| Primera División (7) | C. A. River Plate | Argentina | 1953 |
| Primera División (7) | C. A. River Plate | Argentina | 1955 |
| Primera División (7) | C. A. River Plate | Argentina | 1956 |
| Primera División (7) | C. A. River Plate | Argentina | 1957 |

#### Copas nacionales
| Título         | Club              | País      | Año  |
| -------------- | ----------------- | --------- | ---- |
| Copa Ibarguren | C. A. River Plate | Argentina | 1952 |

#### Copas internacionales
| Título               | Club                | País      | Año  |
| -------------------- | ------------------- | --------- | ---- |
| Copa Aldao (3)       | C. A. River Plate   | Argentina | 1945 |
| Copa Aldao (3)       | C. A. River Plate   | Argentina | 1947 |
| Copa Aldao (3)       | C. A. River Plate   | Uruguay   | 1957 |
| Copa de las Naciones | Selección Argentina | Brasil    | 1964 |